# Triptychus niveus
Triptychus niveus is een slakkensoort uit de familie van de Pyramidellidae. De wetenschappelijke naam van de soort is voor het eerst geldig gepubliceerd in 1875 door Mörch.